# Ultrix
Ultrix var ett unixliknande operativsystem från Digital Equipment Corporation, som kördes på deras VAX-datorer och DECstation. Ultrix stödde många standarder från Digitals andra operativsystem, till exempel DECnet. De sista åren av Ultrix existens skedde inte mycket utveckling eftersom Digital försökte fasa ut Ultrix till förmån för OSF/1 på DECstation och Alpha-baserade datorer. Därför fick Ultrix aldrig stöd för till exempel dynamiskt länkade bibliotek.
När den 64-bitars Alpha-processorn ersatte VAX ersattes DEC Ultrix med OSF/1, senare Digital Unix och ännu senare Tru64.